# ケプラー298d
| 海王星 | ケプラー298d |
| ------ | ------------ |
| 海王星 | Exoplanet    |

ケプラー298d(英語:Kepler-298d)は地球から見てりゅう座の方向に約1545光年離れた位置にあるとされるK型主系列星らしき恒星、ケプラー298を約77.5日で公転している太陽系外惑星である。
ケプラー298dはケプラー298から0.305 au離れた軌道を公転しているとされている。この軌道は液体の水が存在できるハビタブルゾーン内に位置する。その為、表面温度は271～291K(-2℃～18℃)と地球に非常に近いとされており、もし、ケプラー298dが地球と同じく岩石で構成されている場合、表面には液体の水や生命が存在する可能性がある。

## 地球との比較
| 名前         | ESI  | SPH  | HZD   | HZC   | HZA   | pClass            | hClass | RE  | Teff (K) | Dis (ly) | 現況 | 主星        |
| ------------ | ---- | ---- | ----- | ----- | ----- | ----------------- | ------ | --- | -------- | -------- | ---- | ----------- |
| 地球         | 1.00 | 0.72 | -0.50 | -0.31 | -0.52 | 暖かいterran      | 中間   | 1.0 | 273      | 0        | -    | 太陽        |
| ケプラー298d | 0.68 | 0.00 | -0.86 | -0.11 | +2.11 | 暖かいsuperterran | 中間   | 2.5 | 291      | 1545     | 確認 | ケプラー298 |